# Saxotromba

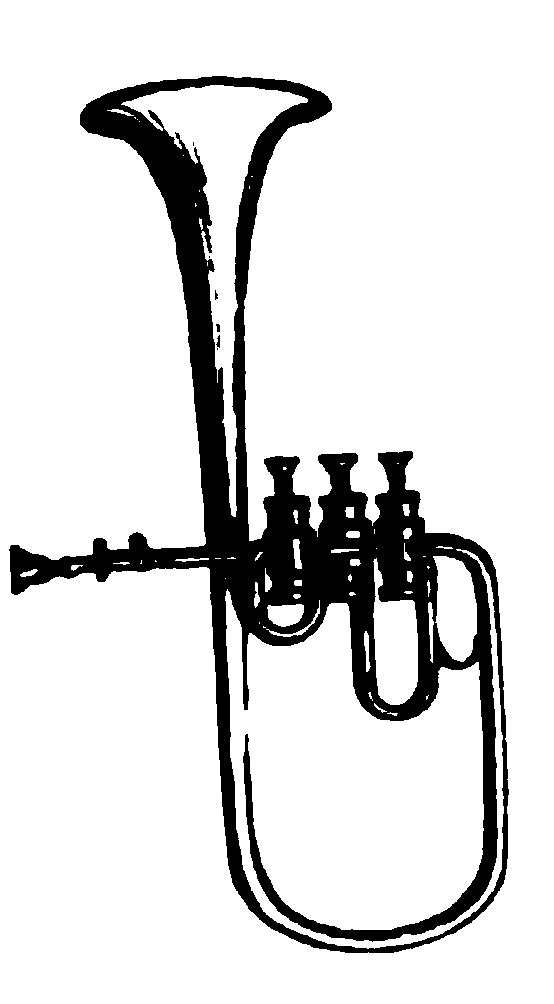
Saxotromba

El saxotromba es un instrumento de viento-metal inventado por el fabricante de instrumentos Adolphe Sax alrededor del año 1844. Fue diseñado para las bandas montadas del ejército francés, probablemente como sustituto para el cuerno francés. Aproximadamente en 1867 el saxotromba ya no era utilizado por estas bandas, pero continuó siendo fabricado hasta las décadas tempranas del siglo veinte, épocas durante las cuales el instrumento hizo apariciones esporádicas en la ópera. Es a menudo confundido con el estrechamente relacionado saxhorno.

### Notes
1. ↑  Pratt, Waldo S. (2004). The History of Music: A Handbook and Guide for Students. Kessinger Publishing. ISBN 9781417938711. Consultado el 24 de noviembre de 2008. «Page 475: In 1845, he devised the 'saxhorn', a developed bugle, and the 'saxotromba.' ».
2. ↑  New Grove (2000), "Saxotromba".
3. ↑  Carter (1999), p. 154.

- Datos: Q2228469
- Multimedia: Saxotromba / Q2228469